# Зверев, Эрнест Николаевич
Эрне́ст Никола́евич Зве́рев (1927 — 19 мая 2007) — советский дипломат. Чрезвычайный и полномочный посол (30 октября 1986).
Окончил МГИМО МИД СССР (1951) и Высшую дипломатическую школу МИД СССР (1962). На дипломатической работе с 1951 года.
- В 1951—1954 годах — референт, старший референт, атташе Договорно-правового управления МИД СССР.
- В 1954—1957 годах — атташе, третий секретарь, второй секретарь Секретариата заместителя министра иностранных дел СССР.
- В 1957—1960 годах — третий секретарь, второй секретарь Посольства СССР в Ливане.
- В 1960—1962 годах — слушатель Высшей дипломатической школы МИД СССР.
- В 1962—1966 годах — первый секретарь Посольства СССР в Объединённой Арабской Республике.
- В 1966—1971 годах — помощник, старший помощник первого заместителя министра иностранных дел СССР.
- В 1971—1986 годах — старший советник Управления по планированию внешнеполитических мероприятий МИД СССР.
- С 17 октября 1986 по 25 декабря 1991 года — чрезвычайный и полномочный посол СССР в Кувейте[1].
- В 1992—1997 годах — главный советник Департамента — Исполнительного секретариата МИД СССР.

С 1997 года — в отставке.
В течение почти 15 лет выполнял функции старшего помощника В. В. Кузнецова.

## Награды
- Два ордена «Знак Почёта» (1966, 1987).
- Орден Трудового Красного Знамени (1971).
- Орден Дружбы народов (1977).
- Медаль «За укрепление боевого содружества» (1980).
- Почётный работник Министерства иностранных дел Российской Федерации.